# Porto Novo (São Mateus)
O Porto Novo é uma localidade portuguesa da freguesia da São Mateus, concelho da Madalena do Pico, ilha do Pico, arquipélago dos Açores. 
Este povoado localiza-se próximo ao Paço, ao Ilhéu do Redondo e intimamente relacionado com o Porto de São Mateus.